# Ridgewood Open 1983
Il Ridgewood Open 1983 è stato un torneo di tennis giocato sul sintetico indoor. È stata la 1ª edizione del torneo, che fa parte del Virginia Slims World Championship Series 1983. Si è giocato a Ridgewood negli USA dal 21 al 28 febbraio 1983.

## Campionesse

### Singolare
Alycia Moulton ha battuto in finale  Catrin Jexell con il punteggio di 6–4, 6–2

### Doppio
Beverly Mould /  Elizabeth Sayers hanno battuto in finale  Rosalyn Fairbank /  Susan Leo con il punteggio di 7–6, 4–6, 7–5